# Río Bolshói Yeniséi
El río Bolshói Yeniséi (en ruso: Большой Енисей o Bi-Jem; en idioma tuvano: Бий-Хем) es un río de la república de Tuvá, en Siberia meridional, en Rusia. Juntamente con el Mali Yeniséi es uno de los ríos que constituyen el río Yeniséi, siendo el Bolshói Yeniséi su fuente por la derecha, que viene del norte.

## Geografía

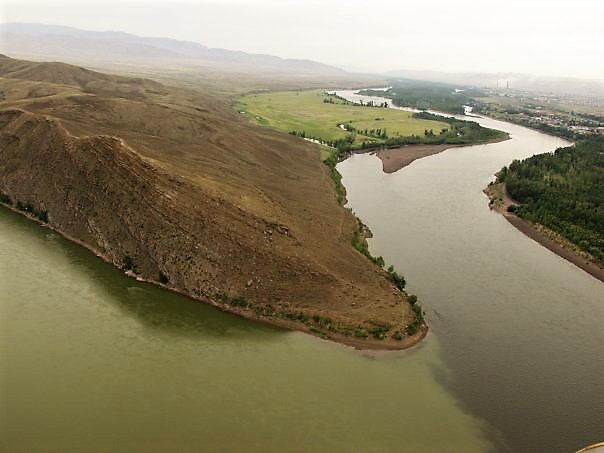
Confluencia del Bolshói Yeniséi y del Mali Yeniséi en Kyzyl.

El río Bolshói Yeniséi nace en los montes Sayanes, en el extremo nororiental de la república de Tuvá, casi en el límite con la república de Buriatia, desde donde se dirige hacia el oeste. Luego describe una gran curva en dirección al sur antes de unirse con el Mali Yeniséi a la altura de la ciudad de Kyzyl.

### Afluentes
Los principales afluentes los recibe por la orilla derecha (provenientes de los montes Sayanes) y son:
- el Jamsara
- el Azas
- el Systyg-Jem, de 150 km de longitud.

### Localidades atravesadas
La única localidad de importancia situada en sus orillas es Turá-Jem.

## Hielo - Navegabilidad
El río permanece helado durante seis meses, normalmente de noviembre a abril. Fuera de este periodo es navegable en un tramo de 285 km desde Kyzyl.

## Hidrometría en Kara-Jak
El caudal del Bolshói Yeniséi ha sido observado durante 41 años (durante el período 1956-1999 en Kara-Jak, localidad situada a unos 20 km de su confluencia con el Mali Yeniséi y a 634 m de altitud.
El caudal anual medio observado en esta localidad ha sido de 592 m³/s para una superficie drenada de 56.500 km², lo que supone más o menos el 99,5% de su cuenca, que tiene 56.800 km². La lámina de agua que cae en la cuenca es de 330 mm, que se puede considerar como elevada y resulta de las precipitaciones bastante abundantes en los montes Sayanes.
Las crecidas del Bolshói Yeniséi se desarrollan a finales de primavera y verano, de mayo a julio, con un pico en junio, y resultan de la fusión progresiva de las nieves y de los hielos de los montes Sayanes. A partir del mes de julio, el caudal baja. Esta bajada disminuye lentamente hasta principios del invierno, que empieza en noviembre. Ese mes el caudal cae fuertemente, iniciándose así la temporada de estiaje, ligado al invierno siberiano y a sus importantes heladas, que duran de noviembre a abril.
El caudal medio mensual del Bolshói Yeniséi observado en marzo es de 104 m³/s, lo que supone un 7% de su caudal medio en el mes de junio que es el máximo del año, 1888 m³/s, lo que resalta las variaciones estacionales moderadas, para ser Siberia y la cuenca del Yeniséi. Estos cambios en el caudal mensual pueden ser más importantes según los años: durante el periodo de observación el caudal mínimo ha sido de 69.2 m³/s en marzo de 1957 y el máximo ha sido de 3390 m³/s en junio de 1966. En lo que concierne al periodo libre de hielos, el caudal mínimo observado fue de 307 m³/s en septiembre de 1989.
Caudales medios mensuales del Bolshói Yeniséi (en m³/s) medidos en la estación hidrométrica de Kara-Jak 
 Datos calculados en 41 años